# Adolf Lins

Adolf Lins, porträtiert von Franz Eichhorst

Willingshausen Malerkolonie, Foto von 1913; v. l. n. r.: Heinrich Giebel, Marlies Dörr, Hermann Kätelhön, Hermann Metz, Wilhelm Thielmann, Adolf Lins, Heinrich Otto, Carl Bantzer

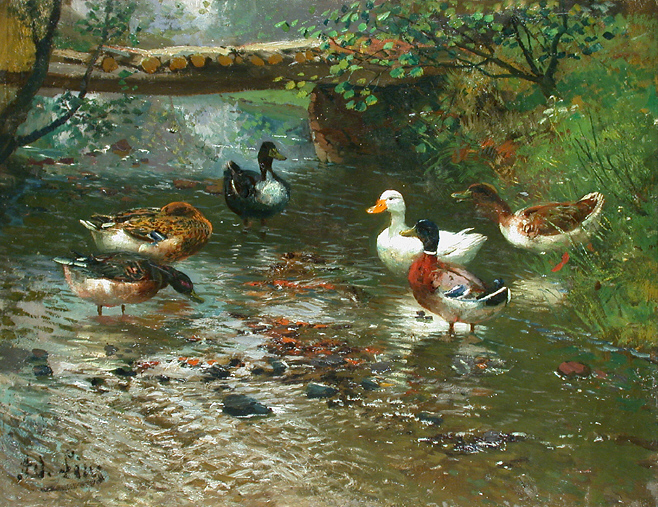
Adolf Lins: Enten am Bach

Adolf Lins, genannt der Gänselins (* 21. Oktober 1856 in Kassel; † 26. März 1927 in Düsseldorf), war ein deutscher Maler. Er wird der Düsseldorfer Malerschule zugerechnet und gehörte der Willingshäuser Malerkolonie an.

## Familie und Ausbildung
Adolf Lins wird am 21. Oktober 1856 als drittes von vier Kindern des Ehepaars Rudolph Lins (1822–1870), Postbeamter, und Bertha, geborene Kürschner (1823–1890), in Kassel geboren. Als der Vater vom Postassistenten zum Oberpostamtssekretär aufsteigt, verlegt die Familie wegen der verbesserten finanziellen Lage die Wohnung an den Rand der Stadt. Doch mit dem Tod des Vaters, Adolf ist dreizehn, erlebt die Familie einen sozialen Abstieg, welchen der erneute Wohnungswechsel, jetzt in die Castenalsgasse der Kasseler Altstadt, dokumentiert. Für eine gute Ausbildung aller Kinder setzt sich die Mutter nachhaltig ein. So besucht der Sohn Adolf ab 1866 das humanistisch ausgerichtete Friedrichs-Gymnasium und verlässt dies 1872 mit der Obersekunda-Reife. Auch seine Geschwister schlagen einen gehobenen Lebensweg ein, der ältere Bruder Carl arbeitet als Architekt und Zeichenlehrer, der jüngere Bruder Theophil steigt zum Fabrikdirektor auf und die vier Jahre ältere Schwester Adolfs, Auguste Lins, führt als Vorsteherin die Fachschule des Städtischen Haushalts- und Gewerbevereins. Sie bleibt unverheiratet.
Adolf Lins studiert 1872 bis 1875 an der Kunstschule seiner Heimatstadt Kassel bei Friedrich Müller (1801–1889), dem Historienmaler Eduard Ihlée sowie den Landschaftsmalern August Bromeis und Eduard Stiegel (1818–1879).

## Aufenthalt in Willingshausen

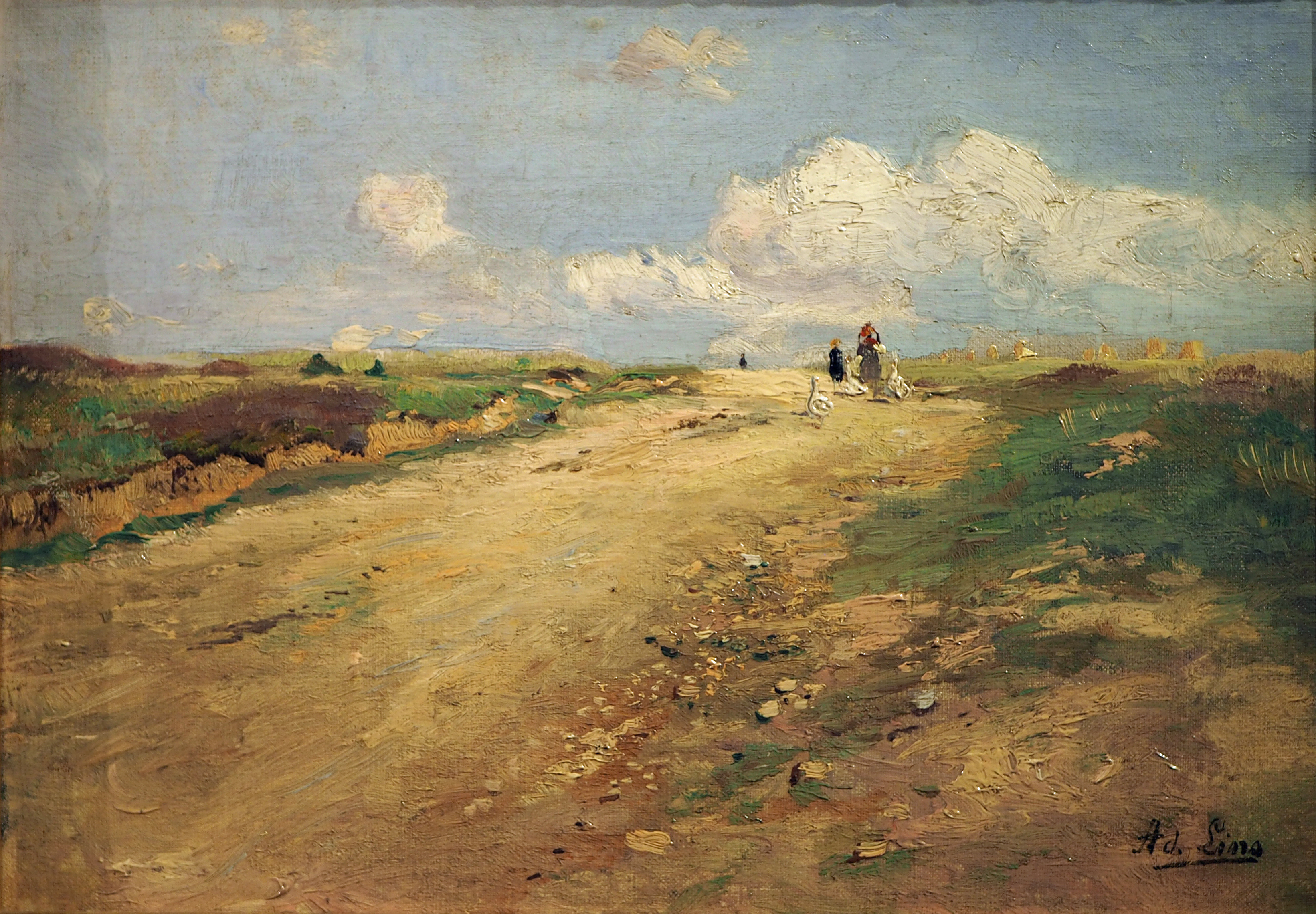
Feldweg in der Schwalm – Museumslandschaft Hessen Kassel

Sein erster Aufenthalt im Malerdorf Willingshausen in der Schwalm, 1874 (und dann jedes Jahr bis 1908), resultiert aus der Empfehlung seiner Kasseler Akademielehrer, um vor Ort mit praktischen Studien seine Malweise zu intensivieren. Im Dorf vermag er mit direktem und offenem Umgang die Zuneigung der Kinder zu erobern, die zu Motiven seiner Bilder werden. Bei späteren Besuchen dort, verbreitet sich unter den jungen Dorfbewohner sofort die Nachricht: „Der Lins ist do“. Auch bei den Erwachsenen verschafft er sich schnell, aufgrund seines spontanen Auftretens und mit seiner Maltätigkeit mit der Staffelei im Freien vor den Gasthof Haase, das eigentliche Malerheim, ein besonderes Image. Die Freundschaft mit den Düsseldorfer Malern Hermann Sondermann und Nikolaus Barthelmess motiviert ihn dazu, 1877 ebenfalls nach Düsseldorf überzusiedeln.
In Düsseldorf, wo er sich im  Haus der Schreinerei und Kunstspedition Georg Paffrath (1847–1925) in der Jacobistraße 14c niederlässt und zunächst bei Ferdinand Brütt arbeitet, wird er Mitglied im Künstlerverein Malkasten, für den er auch Theaterstücke und Gedichte verfasst, dem 1878 ins Leben gerufenen Zirkel mit Namen „Orient“, zu dem auch Eduard Kaempffer, Hugo Mühlig, Heinrich Otto, Hans von Volkmann und Fritz von Wille gehören, und des Vereins der Düsseldorfer Künstler zur gegenseitiger Unterstützung und Hilfe. 1891 ist er Mitbegründer der sezessionistischen Freien Vereinigung Düsseldorfer Künstler. 1902 bis 1906 ist Lins Mitglied des Verwaltungsrats der Düsseldorfer Kunsthalle. Nachdem das „Künstler- und Atelierhaus“ des Vereins der Düsseldorfer Künstler in der Sittarder Straße 5  erbaut war bezog er dort ein Atelier.
1915 lernt Lins Gertrud Klein kennen, die seine Haushälterin wird; jedoch erst vier Jahre vor seinem Tod, 1923, legitimiert der Maler das Zusammenleben mit ihr mit einem Ehevertrag. 1926 erleidet er einen Schlaganfall und erkrankt an Diabetes. Ein Auge muss operativ entfernt werden. Lins stirbt am 26. Februar 1927 und wird auf dem Düsseldorfer Nordfriedhof beigesetzt, seine Frau bleibt weiterhin im Atelierhaus auf der Sittarder Straße wohnhaft.

## Aufbau einer neuen Künstlergruppe in Röllshausen
Ab 1908 wohnen und arbeiten Lins (53 Jahre) und Hugo Mühlig (56 Jahre) in den Sommermonaten in Röllshausen einem Nachbarort von Willingshausen. Sie kommen in der Gaststätte mit separatem Saal (ihr Atelier) des Landwirts Johann Georg Siebert (1856–1930) unter. Von seiner Ausstrahlung hat Adolf Lins nichts verloren. So folgen in 1910 junge Künstler aus Willingshausen nach und Röllshausen entwickelt sich zu einer eigenständigen Künstlerkolonie.
Die drei Jahrzehnte jüngeren Maler wie Franz Eichhorst, Franz Martin Lünstroth (1880–1968), Walter Hoeck, Hans Bremer, Walter Courtois (1914 gefallen), Hans Wiegand gesellen sich hinzu. Ihnen folgen Emil Beithan (1878–1955), Karl Mons (1890–1947) und Arno Drescher nach, die sich schließlich ständig in Röllshausen niederlassen.
Als Führungspersönlichkeiten oder auch als Vaterfiguren sind Lins und Mühlig in die neue Gruppe einzuordnen. Eine aquarellierte Karikatur von Lins, 1911 entstanden, spiegelt die vorherrschende Stimmung und Ordnung der Malergruppe wider. Alle scheinen zufrieden und haken sich gegenseitig unter. Um ihre Zusammengehörigkeit und Gleichheit zu betonen, stellt Lins die Maler auf einer Linie der Größe nach auf. Er selbst, rechts an der Seite, mit der Pfeife im Mund, will seine Künstlergruppe einem „Unteroffizier“ gleich ausrichten. Die Bildüberschrift: „Wir sein halt Landsleut Linzerische Buabe,“…weist auf ihr „Gruppenlied“ hin, das den Gemeinsinn des Bündnisses herausstellen soll. Mühlig, mit Zigarre im Mund, Bierglas in der rechten und Zeitung in der linken besetzt die Bildmitte und wird von Linz als intellektuelle Vaterfigur herausgehoben.
Zu Studien im Freien hält sich Lins aber auch am Niederrhein auf, unter anderem in Nierst, wo er gelegentlich einige Sommermonate verbringt. 1880 geht er zu Studien ins Lipperland nach Schwalenberg und nach Paris; 1882 unternimmt er eine Reise nach Kohlstädt bei Bad Lippspringe, nach Detmold und schließlich auch nach Tirol. Arbeiten, die um 1885/90 entstanden sind belegen den Aufenthalt des Künstlers auch in der Malerkolonie von Dachau bei München.
Seine Arbeiten, ländliche Kinderszenen, meist jedoch Dorfansichten und Landschaften aus der Schwalm, vom Niederrhein und aus Westfalen, später auch aus Oberbayern, häufig mit Staffagefiguren versehen, stellte Lins seit 1877 in den führenden Düsseldorfer Kunsthandlungen sowie  in den Jahresausstellungen des Kunstvereins für die Rheinlande und Westfalen, der Freien Vereinigung, der Berliner Akademie sowie in Dresden, München und Wien aus. Seit den 1880er Jahren malte er bevorzugt Bach- und Weidelandschaften, die mit Kühen und Schafen, vor allem aber mit Hühnern, Enten und Gänsen bevölkert sind, was ihm den Beinamen „Gänse-Lins“ einbrachte. Häufig erschienen Gemälde als Holzstiche in den illustrierten Blättern der Zeit. Auch Bildnisse, zum Beispiel die einiger Malerkollegen, hat Lins geschaffen. Seit den 1890er Jahren befasste er sich jedoch zunehmend mit der reinen Landschaft, wobei sein Malstil immer mehr von einem ausdrucksvollen, fast heftigen Pinselstrich charakterisiert wurde. Neben zahlreichen Aquarellen und Gouachen entstanden auch einige selbständige grafische Arbeiten; Illustrationen zu Festen des „Malkasten“ bewahrt dessen Archiv.

## Werke (Auswahl)
- Abend im Dorf, ausgestellt: Düsseldorf 1876
- Idylle, ausgestellt: Düsseldorf 1878 (Düsseldorfer Anzeiger, Nr. 79, 20. März 1878) Kunstnotiz: Ad.Lins gibt uns in seinem Bilde eine friedvolle Idylle. Auf einem Anger im Frühlingsglanze sitzt ein Mädchen mit einem Kinde und Hund und spielt. Auf dem frischen Grün sucht die bunte Heerde der Gänse ihr Futter.
- Auf dem Heimweg, ausgestellt: 4. allgemeine Deutsche Kunstausstellung, Düsseldorf 1880 (Ausst.-Katalog, Nr. 485)
- Hessische Dorflandschaft, ausgestellt: Kunstausstellung der Kgl. Akademie der Künste, Berlin 1880 (Ausst.-Kat., Nr. 775d; mit Abb. als Umzeichnung).
- Motiv aus dem Freisinger Moos, ausgestellt: Jahresausstellung des Kunstvereins für das Rheinland und Westfalen, Düsseldorf, Kunsthalle, Juli 1881.
- Die Gänsehirtin, ausgestellt: Jahresausstellung des Kunstvereins f.d. Rheinlande und Westfalen, Düsseldorf, Kunsthalle, Mai/Juni 1883. Ankauf durch den Kunstverein zur Verlosung (Düsseldorfer Anzeiger, Nr. 173, 25. Juni 1883).
- Am Bache, Öl/Lwd., 108 × 141 cm; signiert: Ad. Lins 84. 1885: Rudolphinum Prag. Holzschnitt nach Gemälde, in: Daheim, Bd. 23a, 1887, S. 357.
- Seifenblasen. Bauernjunge, auf dem Rasen sitzend, ausgestellt: Kunstausstellung des Vereins Düsseldorfer Künstler, Kunsthalle Düsseldorf, Dez. 1885 (Düsseldorfer Anzeiger, Nr. 343, 12. Dezember 1885) und Jubiläumsausstellung, Berlin 1886.
- Bildnis des Koblenzer Malers Heinrich Hartung III., 1885: Koblenz, Mittelrheinmuseum.
- Krieg im Frieden, ausgestellt: Jahresausstellung des Kunstvereins für das Rhld. u. Wf., Kunsthalle Düsseldorf, Juli 1886 (Düsseldorfer Anzeiger, Nr. 181 II, 3. Juli 1886).
- Tanzmusik, musizierende und tanzende Kinder in einem hessischen Dorf, ausgestellt: Kunstausstellung des Vereins Düsseldorfer Künstler, Kunsthalle Düsseldorf, Nov. 1886 (Düsseldorfer Anzeiger, Nr. 321, 21. November 1886, Bericht); 59. Kunstausstellung der Kgl. Akademie der Künste, Berlin 1887 (Ausst.-Katalog, Nr. 540).
- Lieder ohne Worte, sechs Bauernkinder ziehen Hand in Hand, zwei Gänse vor sich hertreibend, mit Gesang durch's Dorf; ausgestellt: Internationale Jubiläums-Kunstausstellung im Künstlerhaus, Wien 1888 (Ausst.-Katalog, Nr. 1146; mit Abb.);  Holzstich nach Gemälde, in: Deutscher Hausschatz, Bd. 15b, 1888/89, S. 521.
- Mühle im Waldtal, ausgestellt: Kunstverein München, Juni 1889 (Münchener Neueste Nachrichten, Nr. 261, 6. Juni 1889, S. 2).
- Landschaft; Motiv bei Dachau, ausgestellt: Jahresausstellung des Kunstvereins für das Rhld. u. Wf., Düsseldorf, Mai/Juni 1889 (Düsseldorfer Anzeiger, Nr. 181, 4. Juli 1889).
- Krankenbesuch. Ein Knabe in Begleitung eines Hühnerhundes hat dem kranken Dachshunde eine Schale Milch gebracht. Holzstich, in: Daheim, Bd. 26a, 1890, S. 676
- Bildnis Anders Montan; ausgestellt: Ausstellung von Zeichnungen und Aquarellen, Düsseldorf, Juli 1892 (Düsseldorfer Anzeiger, Nr. 185, 5. Juli 1892, Bericht).
- Aktstudie, ausgestellt: Große Berliner Kunstausstellung 1899 (Ausst.-Katalog, Nr. 629).
- Selbstbildnis, um 1900: Neue Galerie Kassel, Inv.nr. AZ 1970.[4]
- Bei Lissingen (Eifel); Schafherde am Hang, und Lissingen (Eifel); steiniger Weg, zum Kirchdorf führend: Die Eifel in der Kunst, Ausstellung des Kunstvereins Trier 1902; Abbildung in: Die Rheinlande II.2, Mai 1902, S. 32, 54.
- Foxterrier der Fürstin Eleonore (ca. 1905): Isselburg, Museum Wasserburg Arnholt.
- An der Amper bei Dachau, ehemals Berlin, Neue Nationalgalerie; ausgestellt: Große Berliner Kunstausstellung, Kunstpalais Düsseldorf 1918 (Ausst.-Katalog, Nr. 1173).[5]
- Bildnis meiner Mutter; ausgestellt: Große Berliner Kunstausstellung, Kunstpalais Düsseldorf 1922 (Ausst.-Katalog, Nr. 835).

## Reproduktionen (Auswahl)
- Lied ohne Worte. In: Die Gartenlaube. Heft 5, 1889, S. 65 (Volltext [Wikisource]).
- Lied ohne Worte. In: Deutscher Hausschatz. 15. Jahrgang, 1888/1889, S. 521 (karl-may-gesellschaft.de).
- Gestrandet. In: Deutscher Hausschatz. 16. Jahrgang, 1889/1890, S. 821 (karl-may-gesellschaft.de).
- Lustiges Volk. und Nach dem Abendleuten. In: Deutscher Hausschatz. 21. Jahrgang, 1894/1895, S. 329 und  565 (karl-may-gesellschaft.de, karl-may-gesellschaft.de).

## Auszeichnungen
- 1892: Ehrendiplom, Dresden
- 1900: Goldmedaille der Pariser Weltausstellung
- 1902: Goldmedaille, Düsseldorf
- 1903: Kleine Goldmedaille, Düsseldorf, Deutsche Nationale Kunstausstellung

## Schriften
- Brief an Hermann Carl Hempel, Düsseldorf, 30. Juni 1891: Bonn, Universitätsbibliothek.
- Texte zu Theaterstücken, Liedern und Gedichten, darunter Malkasten, du alter Junge (mit A. Wansleben, H. Mühlig, O. Sohn), 1897: Düsseldorf, Malkasten-Archiv.

## Darstellungen von anderer Hand
- Eduard Kaempffer: Brustbild, Halbprofil nach links, Pastell, 54 × 41 cm; signiert und bezeichnet: „Ad. Lins Willingshausen 1905“: Willingshausen, Malerstübchen. Farbabbildung in: Willingshäuser Hefte 2, 1991, S. 3.
- E. K. (Eduard Kaempffer): Adolf Lins, Rückenfigur stehend mit langer Pfeife in der Rechten, Bleistift; monogrammiert „E.K.“. Abbildung in: 100 Jahre Malkasten. 1948.
- Fritz Neuhaus: Bildnis Adolf Lins, Öl auf Leinwand, 59.5 × 46 cm: Düsseldorf, Malkasten.